# Pari Khan Khanum
Pari Khan Khanum, död 1578, var en persisk prinsessa. 
Hon var dotter till Tamasp I. Hon placerade 1577 sin bror Ismail II på tronen, mördade honom då han ej ville ge henne inflytande, och placerade sedan sin andre bror Muhammed Kudabanda på tronen mot löfte om att han skulle låta henne regera, varpå hon mördades av sin svägerska Khayr al-Nisa Begum. 